# Volkmar Wolf von Hohnstein
Graf Volkmar Wolfgang von Hohnstein, zeitgenössisch auch Volckmar Wolff von Honstein (* 1512; † 5. Februar 1580) war der vorletzte, hoch verschuldete und wenig durchsetzungsstarke Regent der Grafschaft Hohnstein aus dem Geschlecht der Grafen von Hohnstein. 

## Leben

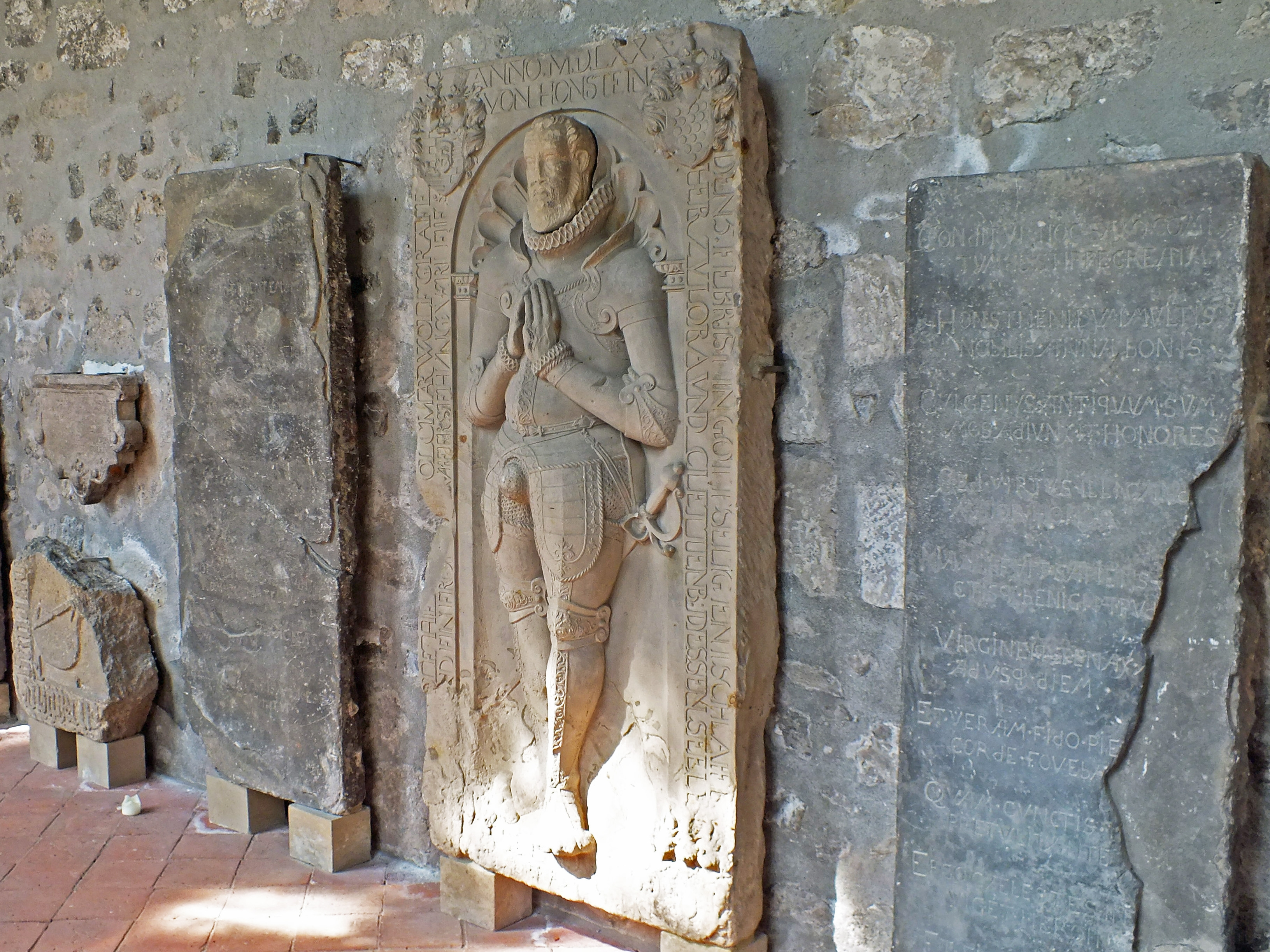
Seine Grabplatte im Kreuzgang des Klosters Walkenried

Er war der Sohn von Graf Ernst V. von Hohnstein (–1552) und Anna von Bentheim (–1559) und war evangelisch. 
1562 verkaufte er über seinen Kanzler Peter Böttcher sein Rittergut Niedergebra an den Freiherrn Christoph vom Hagen auf Deuna. 
Am 24. November 1573 trug er im Bleicheröder Vertrag Burg und Herrschaft Bodenstein mit den zugehörigen Gerichtsdörfern Kaltohmfeld, Kirchohmfeld, Tastungen und Wehnde dem Erzbischof Daniel von Mainz zu Lehen auf, obwohl Braunschweig-Lüneburg die Oberlehnsherrschaft beanspruchte. Das evangelische Deutschland war daraufhin entsetzt über die Auslieferung eines protestantischen Gebiets an einen der Hauptverfechter der Gegenreformation. Damit begannen die jahrzehntelangen Auseinandersetzungen um dieses am Rand des kurmainzischen Eichsfeldes gelegene Territorium.
Er wurde bestattet im Kloster Walkenried.

## Ehe und Nachkommen
Volkmar Wolfgang heiratete in erster Ehe am 20. Februar 1555 in Weißenfels Gräfin Margarethe von Barby (* 1528; † 10. März 1567 in Lohra), Tochter von Graf Wolfgang I. von Barby (1494/1502–1564/1565) und Gräfin Agnes von Mansfeld-Mittelort (1511–1558). Aus dieser Ehe gingen ein Sohn und drei Töchter hervor:
- Anna von Hohnstein († nach 13. Oktober 1620); ⚭ (6. Juli 1578 in Lohra) Joachim von Hohenzollern, Graf von Zollern, (* 21. Juni 1554 in Sigmaringen; † 7. Juli 1587 in Cölln an der Spree)
- Ernst VII. von Hohnstein, letzter Regent der Grafschaft Hohnstein, (* 24. März 1562 in Klettenberg; †† 8. Juli 1593 im Kloster Walkenried); ⚭ I: (10. September 1582) Juliane von Barby (* 1562; † 8. November 1590 in Lohra); ⚭ II: (18. Juni 1592 in Stettin) Gräfin Agnes von Everstein (* 1576; † 27. November 1636)
- Maria von Hohnstein († 2. Februar 1586 in Offenbach); ⚭ (13. August 1581 in Offenbach) Graf Ludwig III. von Isenburg-Büdingen (* 30. Mai 1529; † 7. Februar 1588 in Offenbach)
- Magdalene von Hohnstein (* 6. Dezember 1563; † 8. August 1601 in Remlingen); ⚭ (2. Juni 1581 in Lohra) Graf Wolfgang II. von Castell-Remlingen (* 20. Juli 1558 in Rüdenhausen; † 30. April 1631 in Remlingen)

In zweiter Ehe heiratete er am 29. Februar 1568 Magdalena von Regenstein und Blankenburg (* 1538; † 2. Juli 1607 in Klettenberg), Tochter von Graf Ulrich X. (IX./XVI.) von Regenstein und Blankenburg (1499–1551) und Gräfin Magdalena zu Stolberg (1511–1546). Aus dieser Ehe gingen vier Söhne und eine Tochter hervor:
- Elger von Hohnstein (* 7. Mai 1570; † 29. September 1570; bestattet in Walkenried)
- Volkmar Wolfgang von Hohnstein (* 1. Februar 1573; † 18. März 1576; bestattet in Bleicherode)
- Georg von Hohnstein († 23. Juli 1577; bestattet in Blankenburg)
- Agnes von Hohnstein
- Ulrich von Hohnstein

| Personendaten    | Personendaten                                                                           |
| ---------------- | --------------------------------------------------------------------------------------- |
| NAME             | Hohnstein, Volkmar Wolf von                                                             |
| ALTERNATIVNAMEN  | Hohnstein, Volkmar Wolfgang Graf von (vollständiger Name); Honstein, Volckmar Wolff von |
| KURZBESCHREIBUNG | vorletzte Regent der Grafschaft Hohnstein                                               |
| GEBURTSDATUM     | 1512                                                                                    |
| STERBEDATUM      | 5. Februar 1580                                                                         |